# 津田村 (兵庫県)
津田村（つだむら）は、兵庫県飾磨郡にあった村。現在の姫路市飾磨区の西部、船場川の右岸、水尾川の左岸にあたる。

## 地理
- 河川：船場川、水尾川

## 歴史
- 1889年（明治22年）4月1日 - 町村制の施行により、飾西郡今在家村・加茂村・構村の区域をもって発足。
- 1896年（明治29年）4月1日 - 所属郡が飾磨郡に変更。
- 1933年（昭和8年）4月1日 - 飾磨町に編入。同日津田村廃止。

## 交通

### 鉄道路線
現在は旧村域に山陽電気鉄道網干線の西飾磨駅が所在するが、当時は未開業。